# 195 Eurykleia
Eurykleia (asteroide 195) é um asteroide da cintura principal com um diâmetro de 85,71 quilómetros, a 2,7635055 UA. Possui uma excentricidade de 0,04057 e um período orbital de 1 785,5 dias (4,89 anos).
Eurykleia tem uma velocidade orbital média de 17,54968146 km/s e uma inclinação de 6,96866º.
Este asteroide foi descoberto em 19 de Abril de 1879 por Johann Palisa.